# 東船橋站

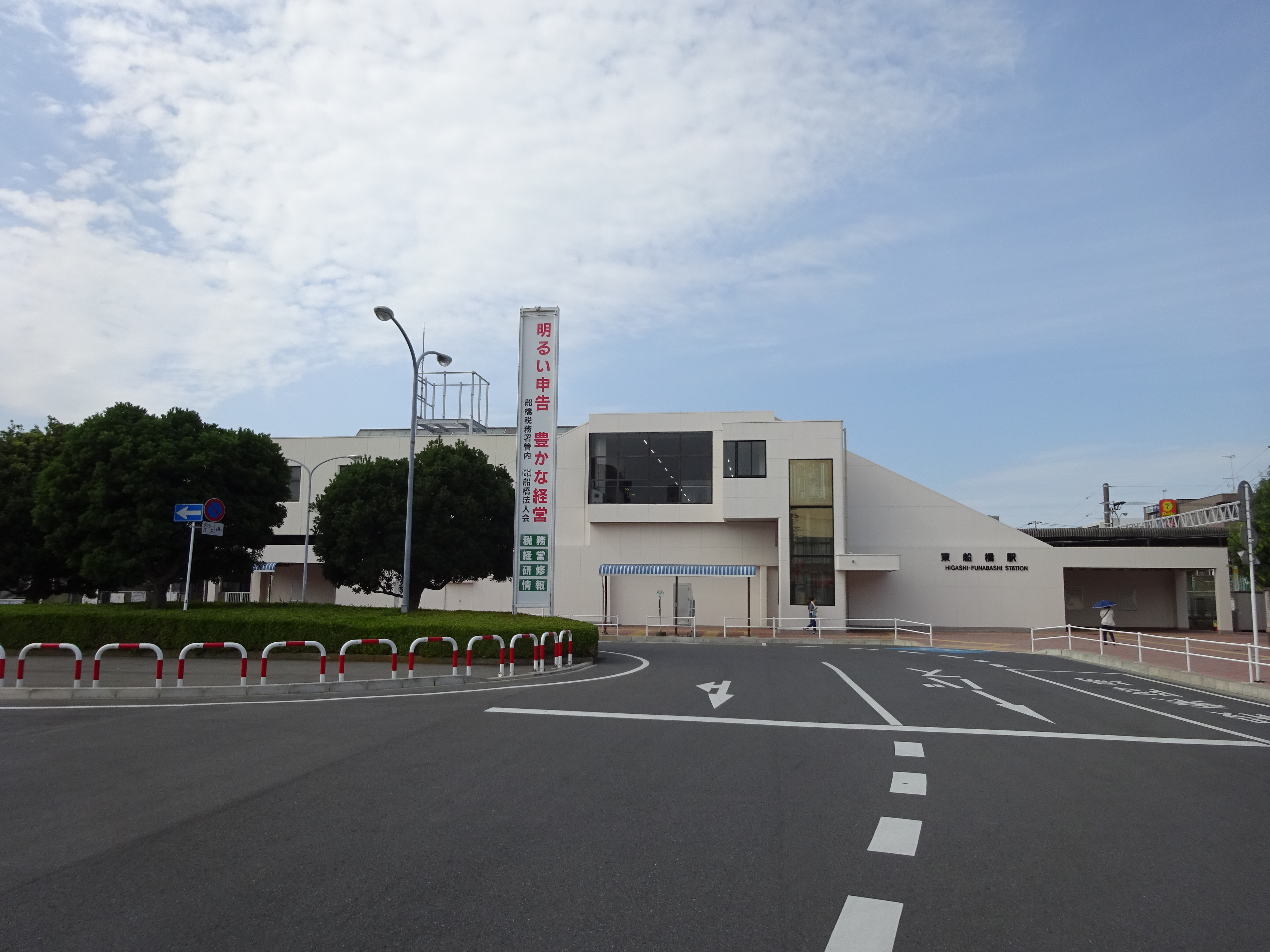
南口（2016年8月）

東船橋站（日语：／ Higashi-funabashi eki */?）是位於日本千葉縣船橋市東船橋二丁目，屬於東日本旅客鐵道（JR東日本）總武本線的鐵路車站。
此站有行走緩行線的中央·總武線各站停車及地下鐵東西線停靠。

## 車站構造
本站是一個地面車站，站房採跨站式站房設計，月台為島式月台1面2線設計。站內設有綠色窗口（營業時間：7:00－20:00）。
平日早上繁忙時間會有直通東西線的列車停靠本站。

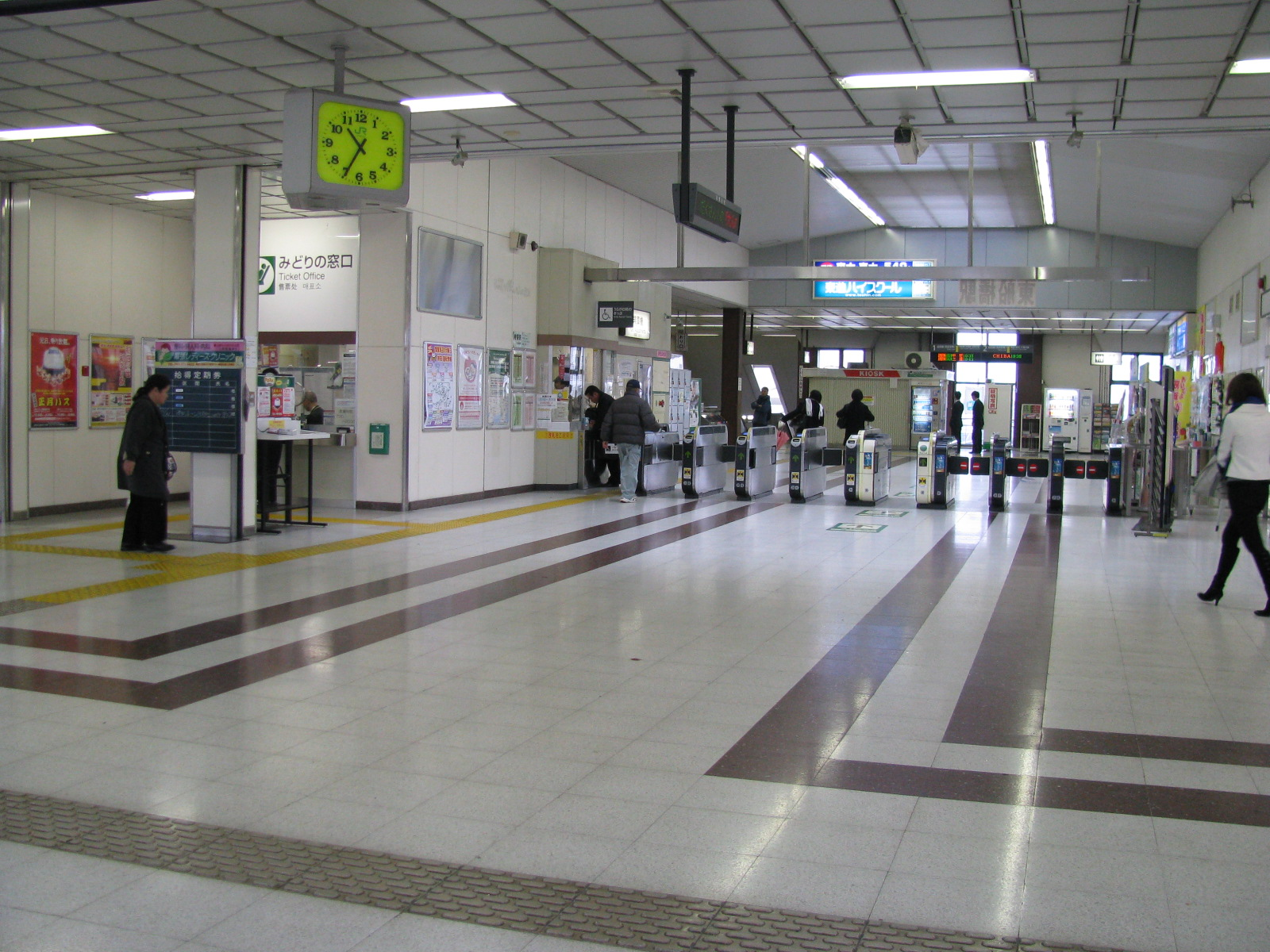
剪票口
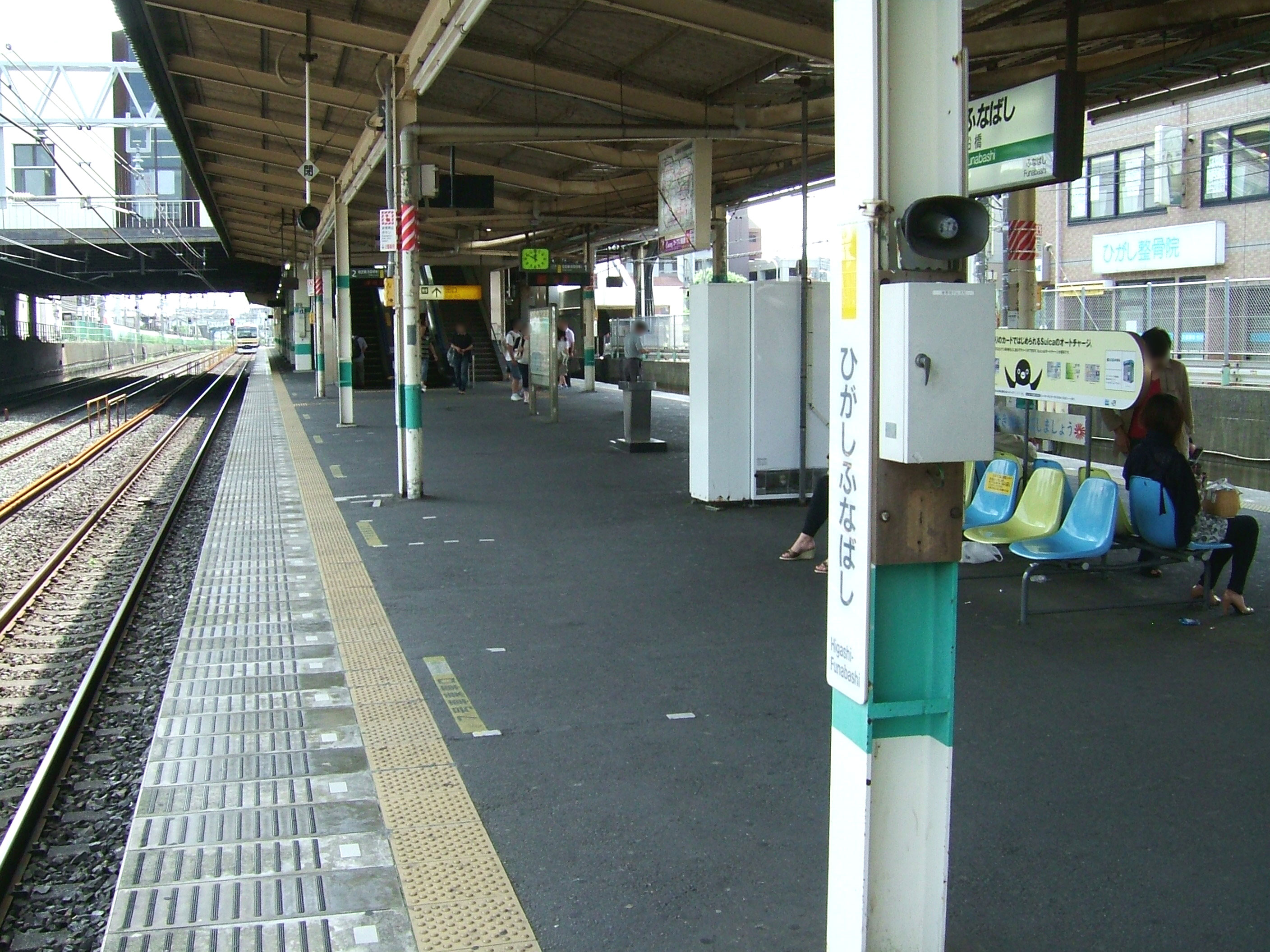
月台

### 月台配置
| 月台 | 路線               | 方向 | 目的地                   |
| ---- | ------------------ | ---- | ------------------------ |
| 1    | 總武線（各站停車） | 西行 | 西船橋、秋葉原、新宿方向 |
| 2    | 總武線（各站停車） | 東行 | 幕張、稻毛、千葉方向     |

（來源：JR東日本:車站構內圖 （页面存档备份，存于））

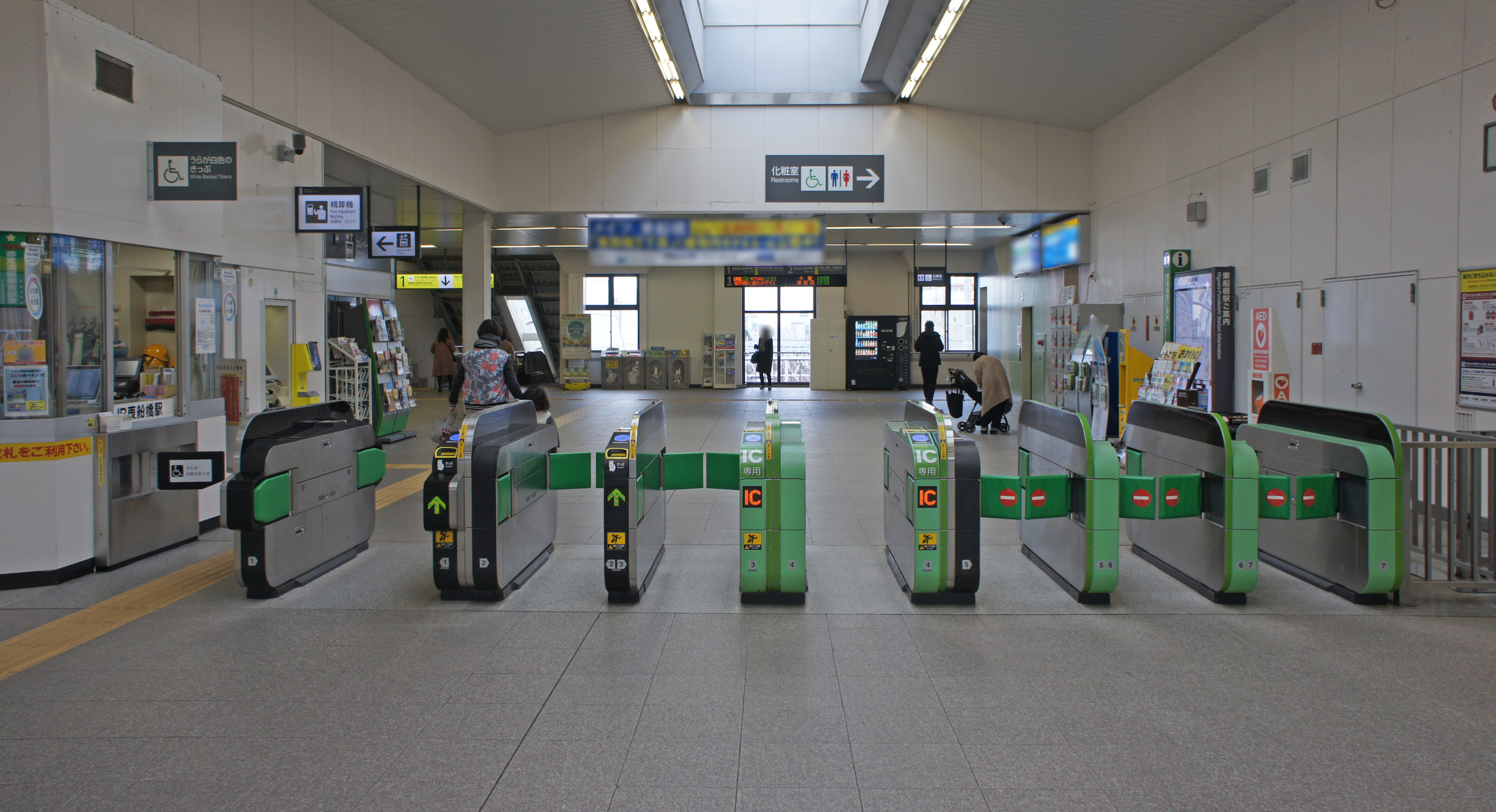
閘口（2019年12月）
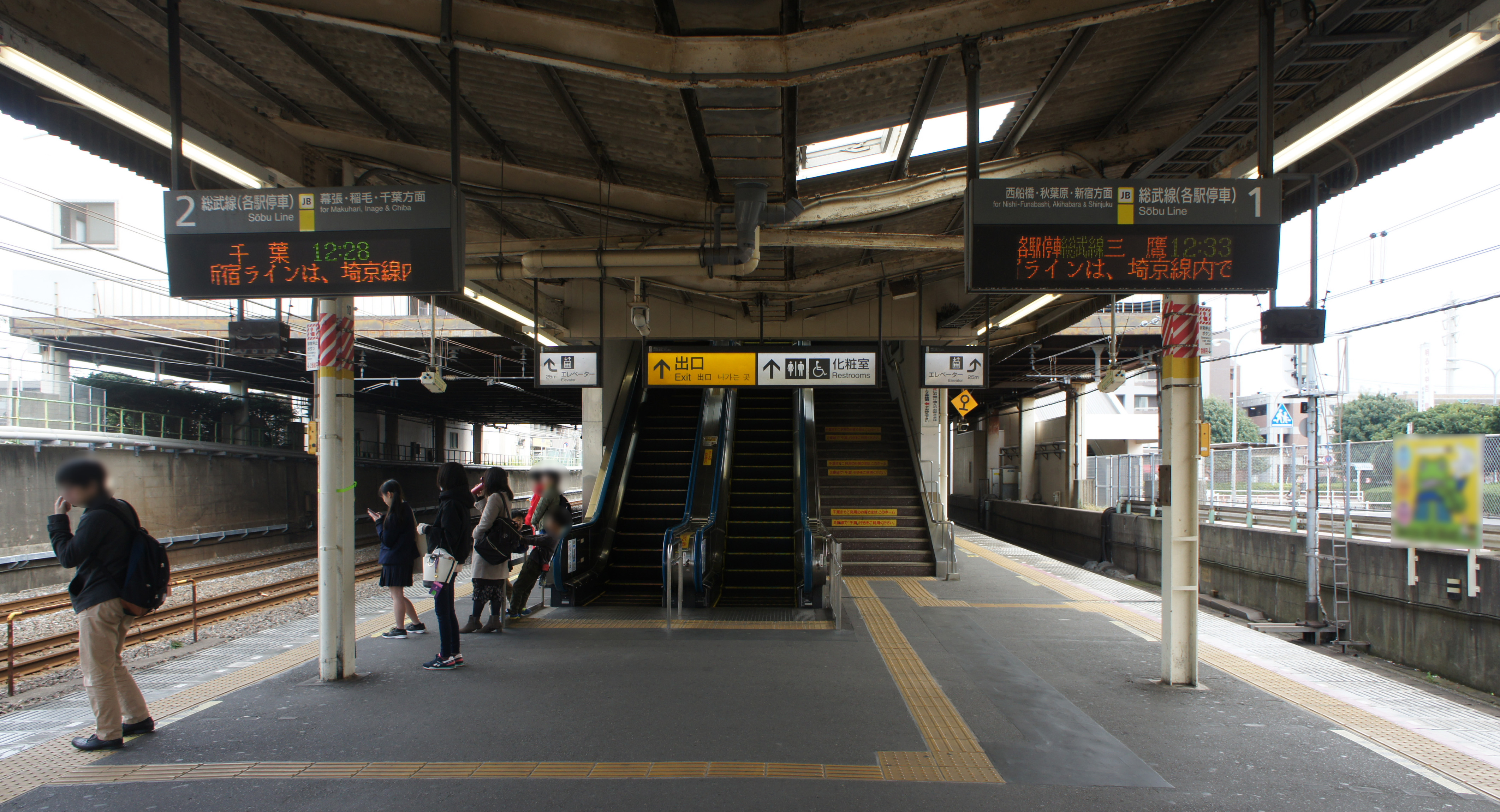
月台（2019年12月）

## 利用狀況
2019年（令和元年）度的1日平均上車人次為20,542人。
近年的1日平均上車人次如下表。
| 年度               | 1日平均 上車人次 | 來源     |
| ------------------ | ---------------- | -------- |
| 1990年（平成02年） | 18,560           | [ * 1 ]  |
| 1991年（平成03年） | 18,975           | [ * 2 ]  |
| 1992年（平成04年） | 19,533           | [ * 3 ]  |
| 1993年（平成05年） | 20,199           | [ * 4 ]  |
| 1994年（平成06年） | 20,732           | [ * 5 ]  |
| 1995年（平成07年） | 20,860           | [ * 6 ]  |
| 1996年（平成08年） | 18,332           | [ * 7 ]  |
| 1997年（平成09年） | 17,404           | [ * 8 ]  |
| 1998年（平成10年） | 17,224           | [ * 9 ]  |
| 1999年（平成11年） | 17,101           | [ * 10 ] |
| 2000年（平成12年） | 17,291           | [ * 11 ] |
| 2001年（平成13年） | 17,448           | [ * 12 ] |
| 2002年（平成14年） | 17,786           | [ * 13 ] |
| 2003年（平成15年） | 18,234           | [ * 14 ] |
| 2004年（平成16年） | 18,090           | [ * 15 ] |
| 2005年（平成17年） | 18,076           | [ * 16 ] |
| 2006年（平成18年） | 18,311           | [ * 17 ] |
| 2007年（平成19年） | 18,618           | [ * 18 ] |
| 2008年（平成20年） | 18,553           | [ * 19 ] |
| 2009年（平成21年） | 18,332           | [ * 20 ] |
| 2010年（平成22年） | 18,556           | [ * 21 ] |
| 2011年（平成23年） | 18,563           | [ * 22 ] |
| 2012年（平成24年） | 18,869           | [ * 23 ] |
| 2013年（平成25年） | 19,134           | [ * 24 ] |
| 2014年（平成26年） | 18,833           | [ * 25 ] |
| 2015年（平成27年） | 19,251           | [ * 26 ] |
| 2016年（平成28年） | 19,444           | [ * 27 ] |
| 2017年（平成29年） | 19,835           | [ * 28 ] |
| 2018年（平成30年） | 20,232           |          |
| 2019年（令和元年） | 20,542           |          |

## 歷史
- 1981年（昭和56年）10月1日－與幕張本鄉站一同開業，截至2009年10月本站與幕張本鄉站仍是總武本線內最新的車站。同日總武快速線開業。
- 1987年（昭和62年）4月1日－國鐵分割民營化，本站由JR東日本接手管理。
- 2001年（平成13年）11月18日－智能卡系統Suica正式投入服務。

## 相鄰車站
東日本旅客鐵道
 總武線（各站停車）、直通 東西線
船橋（JB 31）－東船橋（JB 32）－津田沼（JB 33）

### 利用狀況
1. ↑  千葉県統計年鑑 （页面存档备份，存于） - 千葉県
2. ↑  船橋市統計書 （页面存档备份，存于） - 船橋市

JR東日本2000年度以後的上車人次
1. ↑  各駅の乗車人員（2000年度） （页面存档备份，存于） - JR東日本
2. ↑  各駅の乗車人員（2001年度） （页面存档备份，存于） - JR東日本
3. ↑  各駅の乗車人員（2002年度） （页面存档备份，存于） - JR東日本
4. ↑  各駅の乗車人員（2003年度） （页面存档备份，存于） - JR東日本
5. ↑  各駅の乗車人員（2004年度） （页面存档备份，存于） - JR東日本
6. ↑  各駅の乗車人員（2005年度） （页面存档备份，存于） - JR東日本
7. ↑  各駅の乗車人員（2006年度） （页面存档备份，存于） - JR東日本
8. ↑  各駅の乗車人員（2007年度） （页面存档备份，存于） - JR東日本
9. ↑  各駅の乗車人員（2008年度） （页面存档备份，存于） - JR東日本
10. ↑  各駅の乗車人員（2009年度） （页面存档备份，存于） - JR東日本
11. ↑  各駅の乗車人員（2010年度） （页面存档备份，存于） - JR東日本
12. ↑  各駅の乗車人員（2011年度） （页面存档备份，存于） - JR東日本
13. ↑  各駅の乗車人員（2012年度） （页面存档备份，存于） - JR東日本
14. ↑  各駅の乗車人員（2013年度） （页面存档备份，存于） - JR東日本
15. ↑  各駅の乗車人員（2014年度） （页面存档备份，存于） - JR東日本
16. ↑  各駅の乗車人員（2015年度） （页面存档备份，存于） - JR東日本
17. ↑  各駅の乗車人員（2016年度） （页面存档备份，存于） - JR東日本
18. ↑  各駅の乗車人員（2017年度） （页面存档备份，存于） - JR東日本
19. ↑  各駅の乗車人員（2018年度） （页面存档备份，存于） - JR東日本
20. ↑  各駅の乗車人員（2019年度） （页面存档备份，存于） - JR東日本

千葉縣統計年鑑
1. ↑  .   [2017-12-03]. （原始内容存档于2020-01-08）.
2. ↑  .   [2017-12-03]. （原始内容存档于2020-01-08）.
3. ↑  .   [2017-12-03]. （原始内容存档于2020-01-08）.
4. ↑  .   [2017-12-03]. （原始内容存档于2020-01-08）.
5. ↑  .   [2017-12-03]. （原始内容存档于2020-01-08）.
6. ↑  .   [2017-12-03]. （原始内容存档于2020-01-08）.
7. ↑  .   [2017-12-03]. （原始内容存档于2020-01-08）.
8. ↑  .   [2017-12-03]. （原始内容存档于2020-01-08）.
9. ↑  .   [2017-12-03]. （原始内容存档于2020-01-08）.
10. ↑  .   [2017-12-03]. （原始内容存档于2017-09-30）.
11. ↑  .   [2017-12-03]. （原始内容存档于2017-09-30）.
12. ↑  .   [2017-12-03]. （原始内容存档于2017-09-30）.
13. ↑  .   [2017-12-03]. （原始内容存档于2017-09-30）.
14. ↑  .   [2017-12-03]. （原始内容存档于2017-09-30）.
15. ↑  .   [2017-12-03]. （原始内容存档于2017-09-30）.
16. ↑  .   [2017-12-03]. （原始内容存档于2020-01-08）.
17. ↑  .   [2017-12-03]. （原始内容存档于2020-01-08）.
18. ↑  .   [2017-12-03]. （原始内容存档于2020-01-08）.
19. ↑  .   [2017-12-03]. （原始内容存档于2017-08-30）.
20. ↑  .   [2017-12-03]. （原始内容存档于2017-08-30）.
21. ↑  .   [2017-12-03]. （原始内容存档于2017-08-30）.
22. ↑  .   [2017-12-03]. （原始内容存档于2017-08-30）.
23. ↑  .   [2017-12-03]. （原始内容存档于2017-08-30）.
24. ↑  .   [2017-12-03]. （原始内容存档于2017-08-11）.
25. ↑  .   [2017-12-03]. （原始内容存档于2017-08-11）.
26. ↑  .   [2017-12-03]. （原始内容存档于2017-08-11）.
27. ↑  .   [2020-07-28]. （原始内容存档于2020-04-24）.
28. ↑  .   [2020-07-28]. （原始内容存档于2020-04-24）.

## 外部連結
- 車站資訊（東船橋）：東日本旅客鐵道

35°41′59″N 140°0′15″E / 35.69972°N 140.00417°E